# Taunton
För andra betydelser, se Taunton (olika betydelser).
Taunton är huvudort i Somerset i England. Staden nämndes i Domedagsboken (Domesday Book) år 1086, och kallades då Tantone/Tantona. Staden har 58 241 invånare (2001).